# Абакшата (Стряпунинский сельсовет)
Абакшата — деревня в Пермском крае России. Входит в Краснокамский городской округ.

## География
Деревня находится примерно в 6 километрах по прямой на запад от села Стряпунята.
Климат
Климат умеренно континентальный. Наиболее тёплым месяцем является июль, средняя месячная температура которого 17,4—18,2 °C, а самым холодным январь со среднемесячной температурой — −15,3…−14,7 °C. Продолжительность безморозного периода 110 дней. Снежный покров удерживается 170—180 дней.

## История
Известна с 1843 года. 
По состоянию на 1 января 1981 года и до 2004 года деревня относилась к Стряпунинскому сельсовету, подчинявшемуся городу Краснокамску. 
С 2004 до 2018 года входила в Стряпунинское сельское поселение Краснокамского муниципального района.

## Население
| 1981 | 2002 | 2010 |
| ---- | ---- | ---- |
| 53   | ↘7   | ↗11  |

Население деревни составило 7 человек в 2002 году, 11 человек в 2010 году.
Национальный состав
Согласно результатам переписи 2002 года, в национальной структуре населения русские составляли 100 %.